# Husband and Wife
Husband and Wife è un film muto del 1916 diretto da Barry O'Neil. La sceneggiatura si basa sul lavoro teatrale Husband and Wife di Charles Kenyon andato in scena a Broadway il 21 settembre 1915.

## Trama
Le stravaganze di Doris Baker stanno portando alla rovina il marito Richard che si mette a speculare con i fondi della banca. L'uomo domanda l'aiuto al suo direttore che, in cambio, gli chiede di introdurre nella buona società sua moglie. Ma Doris trascura la moglie del direttore della banca, preferendo occuparsi di Patrick Alliston, un giovane milionario, irritando in questo modo il direttore che lascia nei guai Richard. Senza più un soldo e piantato da Doris, che si prepara a partire per il Giappone con il suo nuovo spasimante, Richard tenta il suicidio. La moglie, allora, si rende conto di essere la causa di tutti i loro guai. Pentita, torna dal marito e, messa la testa a posto, contribuisce a ricostruire il loro rapporto, aiutando in questo modo Richard a tornare a galla anche finanziariamente.

## Produzione
Il film fu prodotto dalla Peerless Productions. William A. Brady, supervisore del film, era stato nel 1915 uno dei produttori della commedia a Broadway che aveva avuto tra i suoi interpreti Montagu Love e Dion Titheradge: i due attori ripresero i loro ruoli nella versione cinematografica.

## Distribuzione
Il copyright del film, richiesto dalla World Film Corp, fu registrato il 22 agosto 1916 con il numero LU8971.
Il film - presentato da William A. Brady - uscì nelle sale cinematografiche USA il 28 agosto 1916. Non si conoscono copie ancora esistenti della pellicola che viene considerata presumibilmente perduta.